# Calochortus monophyllus
Calochortus monophyllus är en liljeväxtart som först beskrevs av John Lindley, och fick sitt nu gällande namn av Lem.. Calochortus monophyllus ingår i släktet Calochortus och familjen liljeväxter. Inga underarter finns listade.